# 青砥站
青砥站（日语：／ Aoto eki */?）是位於日本東京都葛飾區青戶，屬於京成電鐵的鐵路車站。車站編號是KS09。
此站有本線與押上線停靠，是押上線的起點站，也是本線往京成上野方向，以及往直通都營地下鐵淺草線、京急線的押上線押上方向的分岐點。另外，京成本線從此站至京成高砂站是複複線，兩站是京成電鐵的兩大交匯站。

## 歷史
- 1928年（昭和3年）11月1日：京成電氣軌道青砥站開業。當時立石－高砂間並沒有設站，設立此站是準備作為其後開通的上野線（現時的本線）日暮里－青砥段的分歧點。
- 1931年（昭和6年）12月19日：上野線日暮里 - 青砥段開業。
- 1973年（昭和48年）2月：本站及附近的高架化工程動工。
- 1982年（昭和57年）3月24日：押上線下行線月台啟用。
- 1983年（昭和58年）5月18日：本線下行線月台啟用。
- 1984年（昭和59年）7月24日：本線、押上線上行線月台啟用。
- 1986年（昭和61年）10月：高架化工程竣工。
- 2010年（平成22年）7月17日：訂正時間表後，本站成為新設的「Cityliner」及Access特急停車站，同日廢除急行班次。

## 車站結構
本站是島式月台2面4線高架車站，月台分別在2樓與3樓。
1樓、中2樓有商店YourELM青戶店。中2樓有剪票口、站務所，2樓是往都營淺草線、京急線方向、京成上野方向月檯，3樓是往成田機場方向月台。
由於月台是以進行方向區隔，本此本站可在同層平行轉乘高砂方向發出列車與押上線列車。押上、橫濱方向、都營淺草線直通列車要折返時會使用上行、下行兩層間的拖上線。但由於拖上線只有一條，因此折返班次數量受到限制。
中2樓檢票口設有低速電梯可通往2樓月台、3樓月台。中2樓與1樓（出口）之間亦設有連絡用電梯。站內有電扶梯分別連結剪票口 - 2樓月台、2樓月台 - 3樓月台。
從車站改建至1994年為止，本站使用與京成津田沼站一樣的字幕式列車資訊顯示器。之後改為LED式，在成田Sky Access開業後再改成全彩LED式。3、4號線月台也從個別設置改為共用。另外，列車資訊顯示器僅設於月台，並附設運行資訊顯示器。
過去本站線路為平面交匯，因此成為排班上最大的瓶頸。之後進行大規模的改良工程，改建為雙層高架方向別配線。1985年高架化完成時，與車站相鄰的環状七號線最後區間（青戶八丁目交差點 - 青砥橋 - 奧戶）也在同時期完工。
本站為站長配置站。管理青砥管區御花茶屋站、京成立石站與四木站。

### 月台配置
| 上行月台（2樓） |                             |                                      |
| 月台            | 路線                        | 目的地                               |
| 1               | 押上線                      | 押上、 淺草線、 京急本線方向         |
| 2               | 京成本線                    | 日暮里、上野方向                     |
| 下行月台（3樓） |                             |                                      |
| 月台            | 路線                        | 目的地                               |
| 3、4            | 直通成田Sky Access線/北總線 | 高砂、印旛日本醫大、成田機場方向     |
| 3、4            | 京成本線                    | 高砂、船橋、成田、成田機場、千葉方向 |

- 從本站開始不可搭乘「Morning Liner」與「City Liner」上行（上野方向）列車。
- 3號線是供來自押上線（淺草線西馬込、京急本線羽田機場、浦賀方向）電車使用，4番線是供來自京成本線京成上野、日暮里方向的電車使用。
- 京成本線特急與押上線、Sky Access直通Access特急可與押上線直通快速特急平行轉乘。

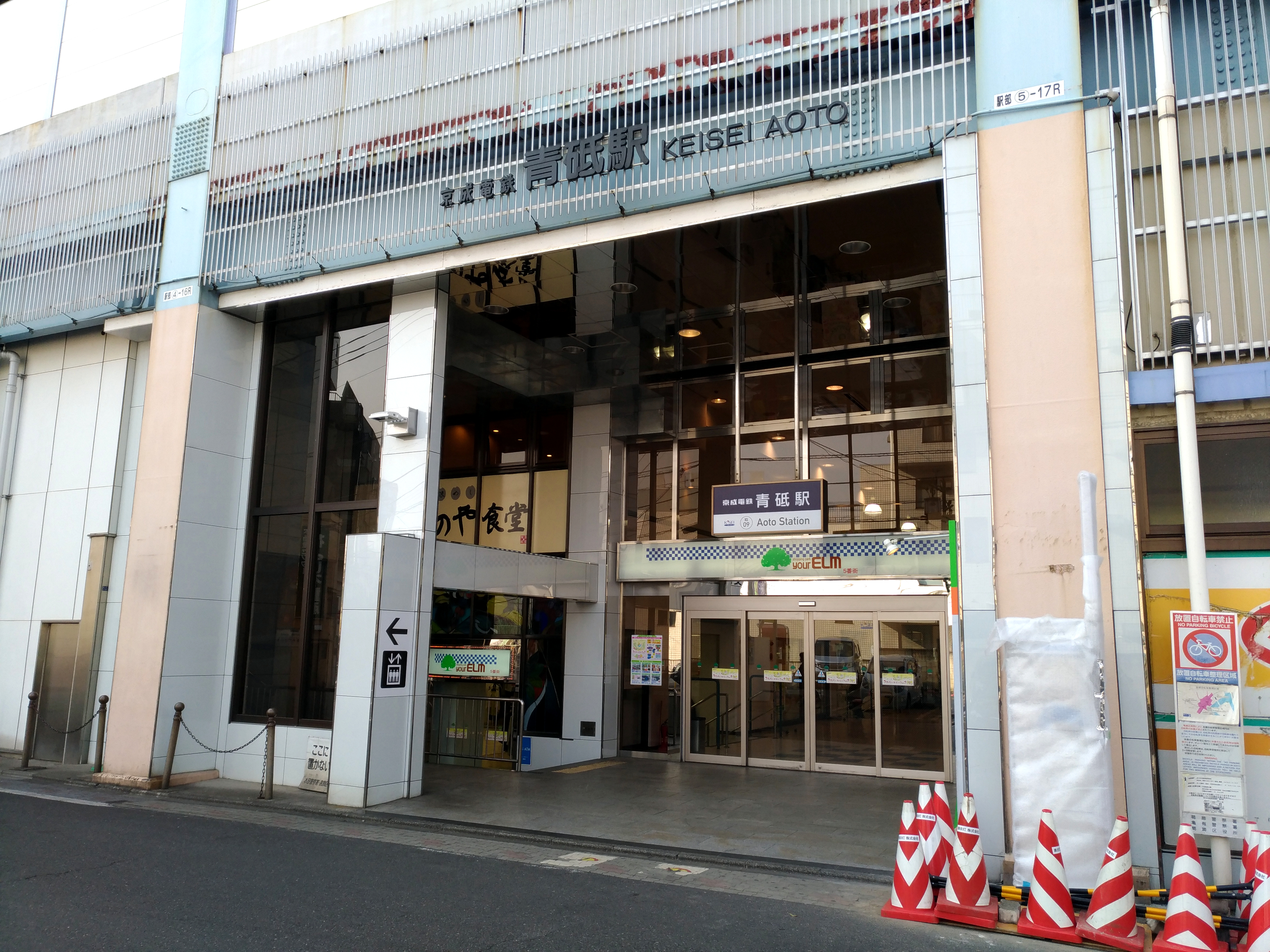
出入口 （2017年3月）
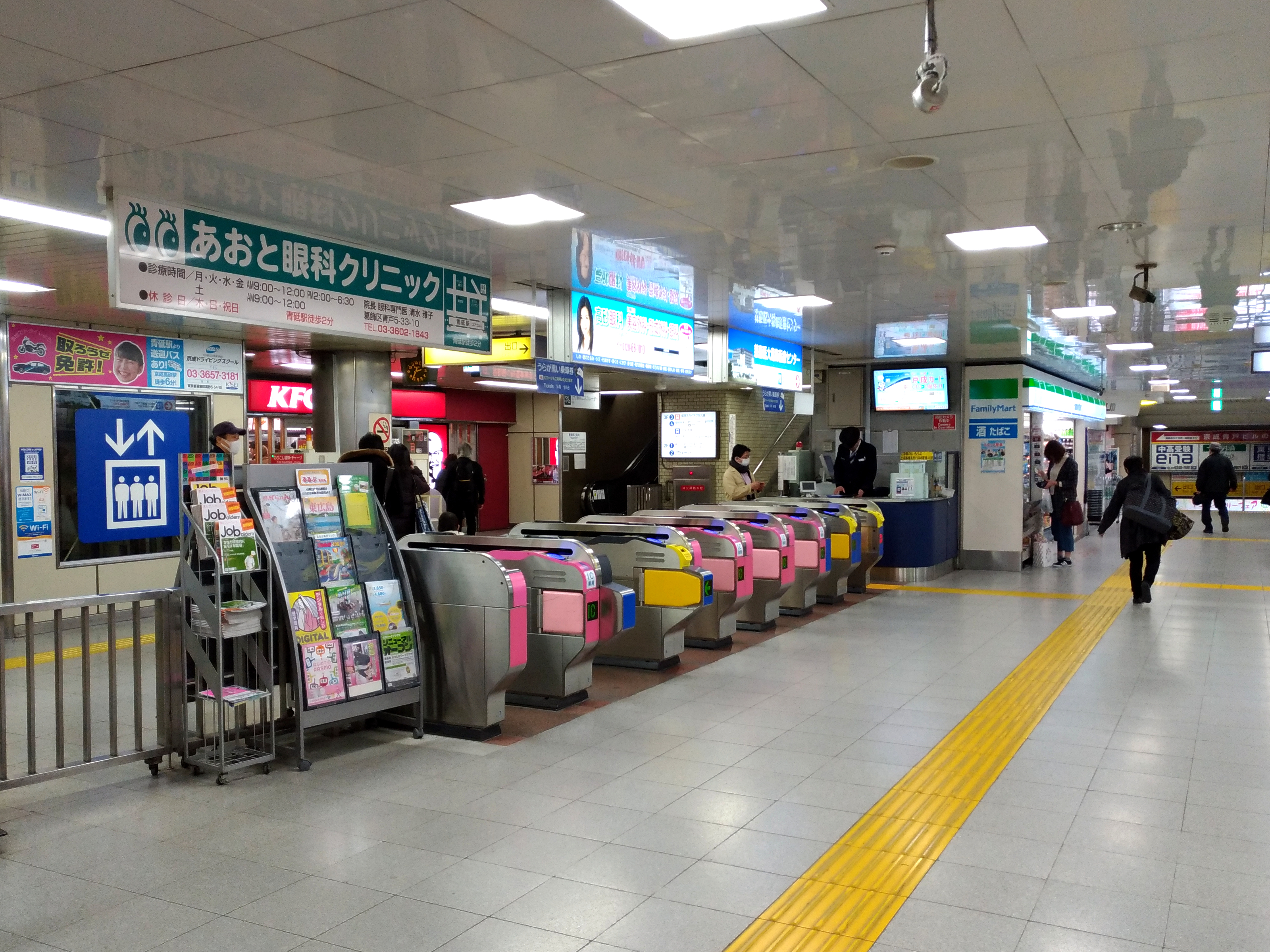
檢票口 （2017年3月）
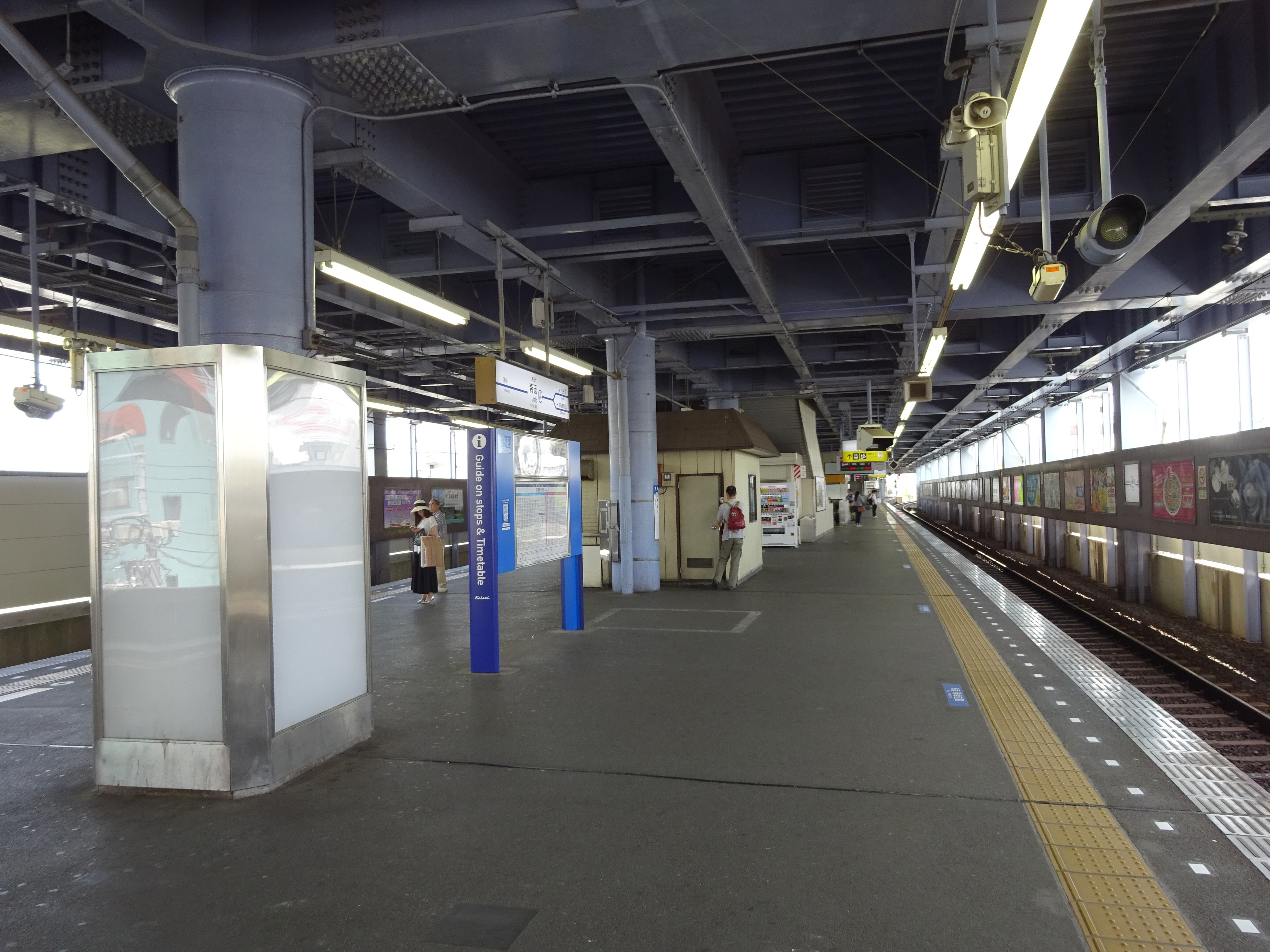
2樓月台 （2016年6月）
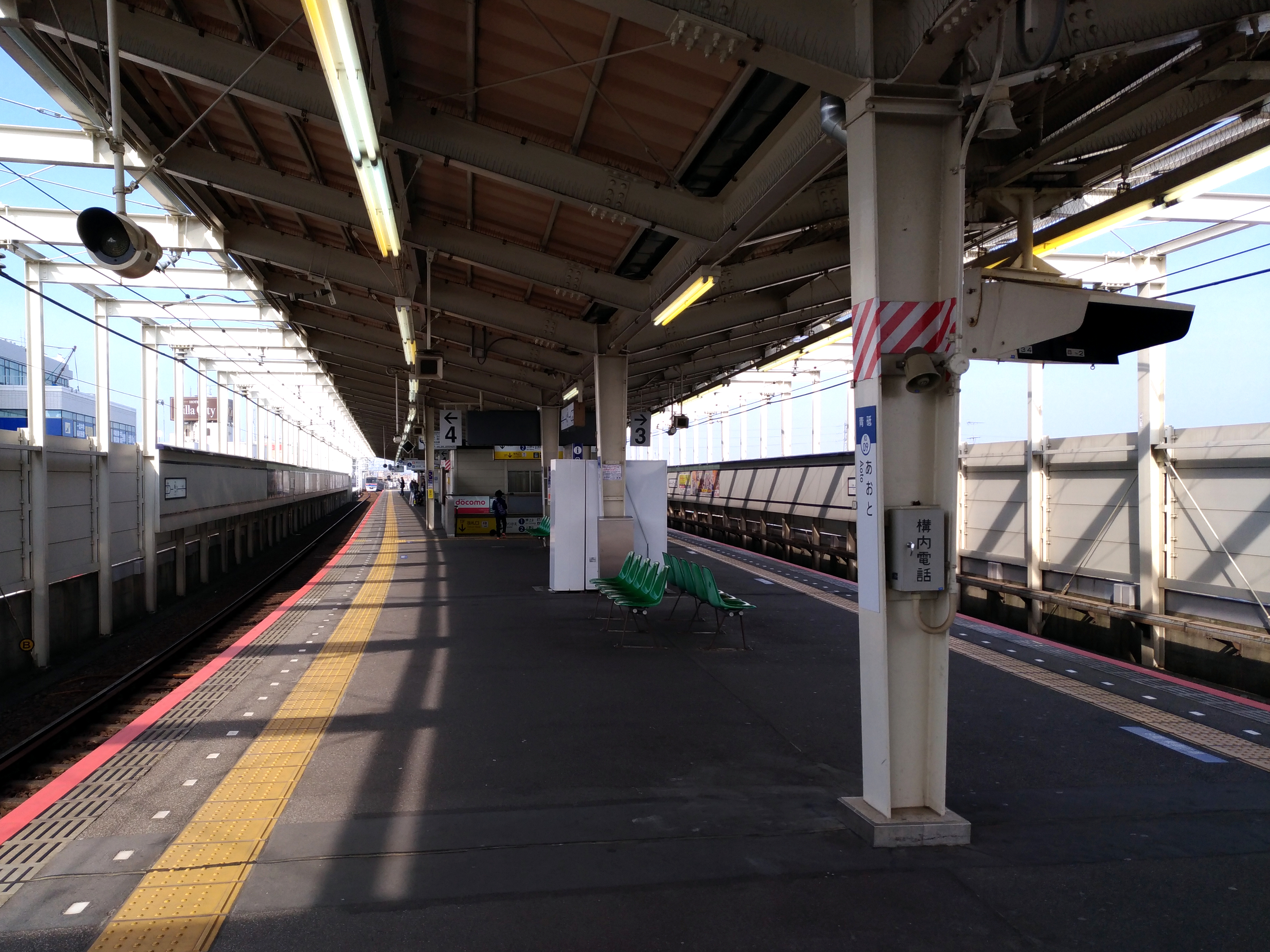
3樓月台 （2017年3月）
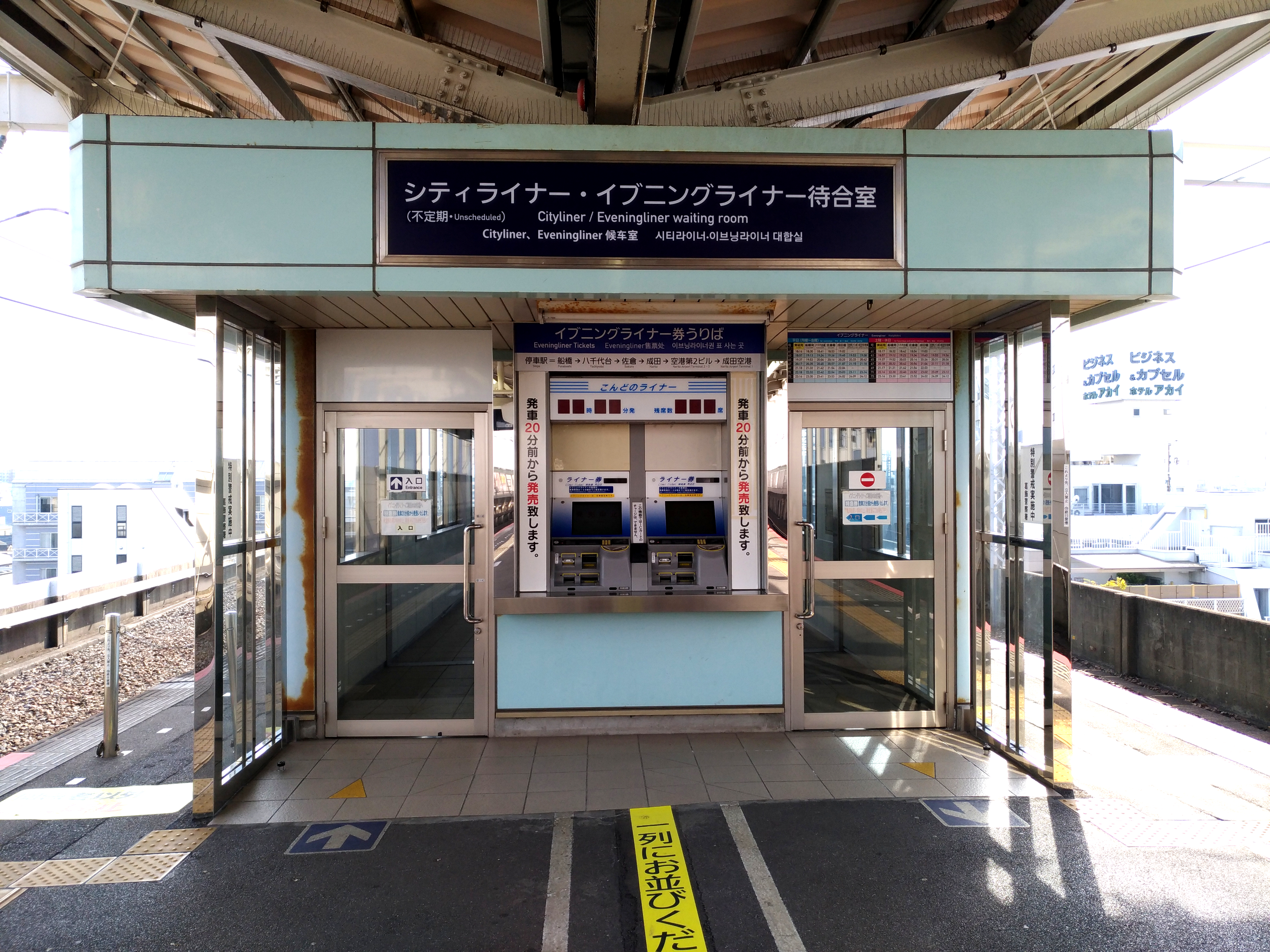
Liner售票機 （2017年3月）

## 使用情況
2017年度1日平均上下車人次為50,364人，在京成線全69站中排名第7位。
近年1日平均上下車人次推移如下表。
| 年度               | 京成電鐵           | 京成電鐵 |
| 年度               | 1日平均 上下車人次 | 增長率   |
| ------------------ | ------------------ | -------- |
| 2002年（平成14年） | 39,263             |          |
| 2003年（平成15年） | 39,841             | 1.5%     |
| 2004年（平成16年） | 40,431             | 1.5%     |
| 2005年（平成17年） | 40,889             | 1.1%     |
| 2006年（平成18年） | 41,497             | 1.5%     |
| 2007年（平成19年） | 43,075             | 3.8%     |
| 2008年（平成20年） | 44,048             | 2.3%     |
| 2009年（平成21年） | 43,768             | -0.6%    |
| 2010年（平成22年） | 44,220             | 1.0%     |
| 2011年（平成23年） | 44,161             | -0.1%    |
| 2012年（平成24年） | 45,152             | 2.2%     |
| 2013年（平成25年） | 46,275             | 2.5%     |
| 2014年（平成26年） | 46,501             | 0.5%     |
| 2015年（平成27年） | 47,719             | 2.6%     |
| 2016年（平成28年） | 49,041             | 2.8%     |
| 2017年（平成29年） | 50,364             | 2.7%     |

近年1日平均上車人次推移如下表。
| 年度               | 本線   | 押上線 | 來源     |
| ------------------ | ------ | ------ | -------- |
| 1990年（平成02年） | 12,918 | 7,553  | [ * 1 ]  |
| 1991年（平成03年） | 13,847 | 7,462  | [ * 2 ]  |
| 1992年（平成04年） | 14,230 | 7,595  | [ * 3 ]  |
| 1993年（平成05年） | 14,348 | 7,671  | [ * 4 ]  |
| 1994年（平成06年） | 14,255 | 7,663  | [ * 5 ]  |
| 1995年（平成07年） | 14,003 | 7,694  | [ * 6 ]  |
| 1996年（平成08年） | 14,151 | 7,408  | [ * 7 ]  |
| 1997年（平成09年） | 13,704 | 7,304  | [ * 8 ]  |
| 1998年（平成10年） | 13,323 | 7,271  | [ * 9 ]  |
| 1999年（平成11年） | 13,232 | 7,033  | [ * 10 ] |
| 2000年（平成12年） | 13,112 | 6,978  | [ * 11 ] |
| 2001年（平成13年） | 12,751 | 7,211  | [ * 12 ] |
| 2002年（平成14年） | 12,477 | 7,214  | [ * 13 ] |
| 2003年（平成15年） | 12,620 | 7,423  | [ * 14 ] |
| 2004年（平成16年） | 12,614 | 7,655  | [ * 15 ] |
| 2005年（平成17年） | 12,732 | 7,756  | [ * 16 ] |
| 2006年（平成18年） | 12,742 | 8,047  | [ * 17 ] |
| 2007年（平成19年） | 13,090 | 8,492  | [ * 18 ] |
| 2008年（平成20年） | 13,378 | 8,658  | [ * 19 ] |
| 2009年（平成21年） | 13,397 | 8,493  | [ * 20 ] |
| 2010年（平成22年） | 13,622 | 8,562  | [ * 21 ] |
| 2011年（平成23年） | 13,568 | 8,574  | [ * 22 ] |
| 2012年（平成24年） | 13,710 | 8,923  | [ * 23 ] |
| 2013年（平成25年） | 13,931 | 9,273  | [ * 24 ] |
| 2014年（平成26年） | 13,739 | 9,550  | [ * 25 ] |
| 2015年（平成27年） | 14,000 | 9,975  | [ * 26 ] |

## 車站周邊
- YourELM（日语：ユアエルム）青戶店
- 葛飾青戶郵便局
- 葛飾區保健所
- 葛飾Symphony Hills（日语：かつしかシンフォニーヒルズ）
- Taka-Q（日语：タカキュー）青戶店
- 青戶平和公園
- 法問寺
- 東京慈惠會醫科大學葛飾醫療中心（日语：東京慈恵会医科大学葛飾医療センター）
- 環七通
- 中川
- 新中川（日语：新中川）
- 葛飾區役所（日语：葛飾区役所）
- 葛飾FM（日语：葛飾エフエム放送）
- 東京都水道局（日语：東京都水道局）葛飾營業所
- 多美青戶辦公室
- 青戶Work Plaza

### 巴士路線
当駅沒有站前圓環。巴士站設於YourELM青戶5番街與6番街之間高架下。
| 乘車處                    | 系統     | 行經地                           | 目的地                                     | 業者 | 營業所 |
| ------------------------- | -------- | -------------------------------- | ------------------------------------------ | ---- | ------ |
| 青砥站入口                | 新小53   | Techno Plaza葛飾                 | 龜有站                                     | 京成 | 金町   |
| 青砥站入口                | 新小52乙 | Techno Plaza葛飾                 | 龜有站                                     | Town | 本社   |
| 青砥站入口                | 新小53   | 葛飾區役所、立石站入口、森永乳業 | 新小岩站東北廣場 葛飾區役所 奧戶二丁目     | 京成 | 金町   |
| 青砥站入口                | 新小52乙 | 葛飾區役所、立石站入口、四木站   | 新小岩站東北廣場 Town Bus車庫              | Town | 本社   |
| 青砥站東交差點            | 環08急行 | 老健青戶小春日之里               | 龜有站                                     | 京成 | 江戶川 |
| 青砥站東交差點            | 新小58   | 老健青戶小春日之里               | 龜有站                                     | Town | 本社   |
| 青砥站東交差點            | 環08急行 | 一之江站、葛西站、葛西臨海公園站 | 「東京迪士尼海洋」 葛西臨海公園站 一之江站 | 京成 | 江戶川 |
| 青砥站東交差點            | 新小58   | 運動中心、上平井中學校           | 新小岩站 Town Bus車庫                      | Town | 本社   |
| 京成青砥站、YourELM青戶前 | 青01     | 青戶中央休憩交流館               | 慈惠醫大葛飾醫療中心                       | 京成 | 金町   |

青砥站入口、青砥站東交差點兩巴士站可搭乘免費接駁巴士到Ario龜有。

### 站名由來
站名是源於在太平記登場的人物青砥藤綱，而本地町名則是採用江戶時代代表河運港口的「戶」組成「青戶」。由於兩者讀音相同，因此混用的情況不少。

## 其他
本站開始規畫高架化時，「Skyliner」（通過不停）計畫以10輛編組，因此上下月台也設計成可停靠10輛編組列車。之後活用此空間，在下行月台上野側設置「Evening Liner」乘客候車室。
直通京急線往橫濱方向的快特班次（京急久里濱、三崎口起訖）多半以本站為起訖站，快特班次在押上以前的種別為普通，之後才改為快特（早晨與夜晚的通勤時段升為特急）。

## 相鄰車站
京成電鐵
 本線
- ■「City Liner」、■「Morning Liner」、■「Evening Liner」、一部分■ 「Skyliner」停車站

■快速特急、■Access特急、■特急、■通勤特急
日暮里（KS-02）－青砥（KS-09）－京成高砂（KS-10）
■快速
千住大橋（KS-05）－青砥（KS-09）－京成高砂（KS-10）
■普通
御花茶屋（KS-08）－青砥（KS-09）－京成高砂（KS-10）
 押上線
■快速特急、■Access特急、■特急、■通勤特急、■快速
押上（KS-45）－青砥（KS-09）－京成高砂（本線）（KS-10）
■普通
京成立石（KS-49）－青砥（KS-09）－京成高砂（本線）（KS-10）

## 外部連結
- 青砥｜電車與車站資訊｜京成電鐵
- 青砥站PDF - 京成電鐵